# Tam Bābol
Tam Bābol (persiska: تم بابل) är en ort i Iran.   Den ligger i provinsen Hormozgan, i den sydöstra delen av landet, 1 100 km sydost om huvudstaden Teheran. Tam Bābol ligger 257 meter över havet och antalet invånare är 170.
Terrängen runt Tam Bābol är platt åt nordost, men åt sydväst är den kuperad. Runt Tam Bābol är det ganska glesbefolkat, med 25 invånare per kvadratkilometer. Närmaste större samhälle är Rīg Derāz, 14,7 km norr om Tam Bābol. Trakten runt Tam Bābol är ofruktbar med lite eller ingen växtlighet.